# Američka nacistička stranka
Amerčka nacistička stranka je američka politička stranka koju je 1959. godine osnovao George Lincoln Rockwell. Sjedište stranke je u Arlingtonu (savezna država Virginia). Stranka svoju ideologiju najviše bazira na stavovima Adolfa Hitlera i njegove stranke koja je postojala za vrijeme Trećeg Reicha. Američka nacistička stranka preuzela je nacističke uniforme i simboliku.
Osnivač stranke George Lincoln Rockwell ubijen je 1967. godine, a nakon njegove smrti stranka se raspala. Od kasnih 1960-tih postoji nekoliko manjih stranka i organizacije koji se koriste imenom "Američka nacistička stranka".

## Smrt osnivača, ideološki raskol i masakr
Stranka je osnovana 1959. godine u Virginiji. Nakon nekoliko godina funkcioniranja s malo novaca, Rockwell je postigao nemali uspjeh i zaradu govoreći po američkim sveučilištima gdje je bio pozivan kako bi studentima pokazao svoje ekstremističke stavove (zvali su ga u sklopu programa i predmeta koji su za cilj imali pokazivanje moći slobode govora). Ovi događaji inspirirali su ga da prijeđe u "drugu fazu", odnosno da pokuša legitimirati grupu kao pravu punopravnu političku stranku. Druga faza uključivala je smirivanje napada na ne-bijelce, zamjenu gesla stranke iz "Sieg Heil!" u "White power!" te smanjeno prikazivanje svastike kao službene oznake stranke. 1967. godine stranka se kandidirala na lokalnim izborima.
Prije nego što je uspio potpuno reformirati stranku Rockwell je ubijen od strane ljutitog sljedbenika Johna Patlera.
Rockwella je naslijedio njegov zamjenik Matt Koehl koji je bio istaknuti vjerni pristaša Hitlera i njegovih ideja. Koehl je nastavio provođenje nekih reformi koje je započeo Rockwell. Koehl je podržavao ideju budućeg društva koje će se sastojati samo od bijelaca te je također poput Rockwella odlučio manje napadati sve one koji nisu bijelci. Početkom 1970-tih stranka doživljava ideološke podjele. 1970. godine, Frank Collin, koji je pred ostalim članovima stranke tajio da mu je otac Židov, odstupio je iz stranke te je osnovao Nacionalsocijalističku američku stranku.
Daljnje produbljivanje neslaganja u stranci dogodilo se kada je Koehl ponukan učenjem Savitri Devi Mukherji, štovateljice Hitlera, počeo isticati kako je nacionalsocijalizam manje politički, a više religiozni pokret. Hitlerovu smrt vidio je kao akt mučeništva te ga je uspoređivao s mukom Isusa Krista. 3. studenog 1979. godine nekoliko članova stranke su zajedno s pripadnicima Ku Klux Klana napali pripadnike američke komunističke radničke stranke. Napadači su ubili ukupno pet ljudi, a ukupno je uhićeno preko 30 ljudi. U sudskim procesima nakon incidenta stranka je proglašena krivom, zajedno s Ku Klux Klanom te su preživjeli pripadnici komunističke stranke dobili sudsku odštetu od 350 000 dolara.

## Stranka nakon masakra
1. siječnja 1983. godine stranka mijenja ime u "New Order" te je i dan danas poznata po tom imenu. Stranka je nakratko privukla medijsku pozornost kad su njeni članovi 1983. godine održali sastanak iza zatvorenih vrata. Ispred objekta u kojem se sastanak održao građani su organizirali mirni prosvjed, a ovaj događaj bio je zadnje javno pojavljivanje Kohela u Arlingtonu.
Financijska kriza natjerala je stranku da u 1980-im godinama smanji opseg svog djelovanja. Koehl je smanjio tiraž stranačkog lista te je preselio središnjicu stranke u Wisconsin.
Stranka danas radi daleko od očiju javnosti te ne održava skupove. Aktivna je na internetu te ima vlastite internetske stranice. Danas ne postoje službeni članovi stranke nego samo registrirani pristaše (eng. "registered supporters"). Stranka se također financira prodajom knjiga i ostalih publikacija. Koehl je umro u noći s 9. na 10. listopada 2014. godine te ga je na čelu stranke zamijenio aktivist Rocky Suhayda.